# Pseudomonas putida
Pseudomonas putida è un batterio in grado di metabolizzare solventi organici.
Ricercatori dell'University College di Dublino partendo dal polistirolo (o polistirene) lo hanno trasformato in stirene che è stato fornito come alimento ai batteri. Questi hanno dimostrato di potersi cibare di stirene assorbendo poliidrossialcanoato ed emettendo toluene.
Benché gli studi siano ancora agli inizi la speranza è di poter impiegare questa specie nel riciclaggio del polistirolo.